# Vlag van Equatoriaal-Guinea

Vlag van Equatoriaal-Guinea (ratio 2:3)

De vlag van Equatoriaal-Guinea is een driekleur in de kleuren groen (boven), wit en rood met aan de linkerkant een blauwe driehoek. Deze vlag is in gebruik sinds 21 augustus 1979.
De kleuren hebben elk een symbolische betekenis: groen staat voor de natuurschatten en oerwoud van het land, blauw symboliseert het water dat Bioko, Annobon en het vasteland verbindt, wit staat voor de vrede en het rood voor de onafhankelijkheidsstrijd.
In de witte band staat het wapen van Equatoriaal-Guinea. Dit wapen bevat een mangroveboom, zes gele sterren en de uitspraak Unidad Paz Justicia ("Eenheid, Vrede, Gerechtigheid").

## Historische vlaggen
De huidige vlag werd voor het eerst op op 12 oktober 1968 officieel aangenomen als nationale vlag. Gedurende de eerste jaren na de aanname van de vlag was het onduidelijk dat het wapen op de vlag geplaatst moest worden. Men zag in die tijd veel vlaggen zonder wapen. Ten tijde van de dictatuur van Francisco Macías Nguema (1973-1979) werd het wapen gewijzigd. In 1978 verscheen het nieuwe wapen op de vlag. Sindsdien is het gebruik van het wapen op de vlag voorgeschreven.

?? Nationale vlag zonder wapen (tot 1978)
? Nationale vlag, 1978–1979